# Lophonectes gallus
Lophonectes gallus és un peix teleosti de la família dels bòtids i de l'ordre dels pleuronectiformes.

## Morfologia
Pot arribar als 20 cm de llargària total.

## Distribució geogràfica
Es troba a les costes de l'est d'Austràlia (incloent-hi Tasmània) i Nova Zelanda.